# Vicia canescens
Vicia canescens là một loài thực vật có hoa trong họ Đậu. Loài này được Labill. miêu tả khoa học đầu tiên.